# Elecciones generales de Dinamarca de 1987
Las elecciones generales de Dinamarca se realizaron el 8 de septiembre de 1987. A pesar de que los Socialdemócratas obtuvieron la mayor cantidad de escaños en el Folketing, con 54 de los 179, el gobierno liderado por la coalición del Partido Popular Conservador fue capaz de continuar en el poder. La participación electoral fue de un 86.7% en la Dinamarca continental, 68.9% en las Islas Feroe y 44.9% en Groenlandia.

## Contexto
El 18 de agosto de 1987, al anunciar la fecha de las elecciones anticipadas. El Primer Ministro Poul Schlüter, del Partido Popular Conservador, declaró que era importante para la economía de Dinamarca y para las personas evitar la incertidumbre sobre la responsabilidad gubernamental y las políticas futuras. El gobierno, "trébol de cuatro hojas", coalición minoritaria (que incluye a los conservadores, los liberales, los demócratas del centro y los demócrata cristianos), en el poder desde 1982, ocupaba 77 de los 179 escaños en el Folketing saliente. Fueron apoyados por el Partido Social Liberal.
El debate durante la campaña de tres semanas, en general mediocre, se centró principalmente en cuestiones económicas (deuda externa, déficit de la balanza de pagos), y los partidos gobernantes defendieron sus logros en la reducción de la inflación y el desempleo.
El día de la votación estuvo marcado por el retroceso sufrido por tres de los socios de la coalición, pero también el principal partido de la oposición, los Social Demócratas, que sin embargo seguía siendo el partido más grande en el Folketing. A pesar de una reducción de su total parlamentario a 70 escaños, el gobierno saliente y el primer ministro continuaron en el poder, y el nuevo gabinete se anunció el 10 de septiembre.
El 14 de abril de 1988, el gobierno de coalición de centroderecha del primer ministro Poul Schlüter fue derrotado en una resolución de la oposición para endurecer la prohibición de tiempo de guerra de Dinamarca contra las armas nucleares dentro de su territorio, incluidos los puertos. Como resultado, el Primer Ministro consideró necesario consultar al electorado sobre la membresía continua de Dinamarca en la Organización del Tratado del Atlántico Norte (OTAN). La fecha de las elecciones prematuras, la segunda en ocho meses, se estableció el 19 de abril.
La oposición principal al gobierno minoritario una vez más provino de los socialdemócratas, quienes habían presentado la moción antes mencionada y estaban dirigidos por Svend Auken. Durante la campaña de tres semanas, la oposición también se esforzó por subrayar los continuos problemas económicos. Un statu quo general surgió de los resultados de la votación, ya que los socialdemócratas seguían siendo el partido más grande y los socios de la coalición gobernante conservaron 70 escaños. Las mayores ganancias fueron registradas por el derechista Partido del Progreso.

## Resultados
|                                         |           |       |         |       |
| Partido                                 | Votos     | %     | Escaños | +/–   |
| Dinamarca                               |           |       |         |       |
| Socialdemócratas                        | 985 906   | 29.32 | 54      | –2    |
| Partido Popular Conservador             | 700 886   | 20.84 | 38      | –4    |
| Partido Popular Socialista              | 490 176   | 14.58 | 27      | +6    |
| Venstre                                 | 354 291   | 10.54 | 19      | –3    |
| Partido Social Liberal                  | 209 086   | 6.22  | 11      | +1    |
| Demócratas de Centro                    | 161 070   | 4.79  | 9       | +1    |
| Partido del Progreso                    | 160 461   | 4.77  | 9       | +3    |
| Demócratas Cristianos                   | 79 664    | 2.37  | 4       | –1    |
| Curso Común                             | 72 631    | 2.16  | 4       | Nuevo |
| Izquierda Socialista                    | 46 141    | 1.37  | 0       | –5    |
| De Grønne                               | 45 076    | 1.34  | 0       | Nuevo |
| Partido Comunista                       | 28 974    | 0.86  | 0       | 0     |
| Partido Justicia                        | 16 359    | 0.49  | 0       | 0     |
| Partido Humanista                       | 5675      | 0.17  | 0       | Nuevo |
| Partido de los Trabajadores Socialistas | 1808      | 0.05  | 0       | 0     |
| Partido Comunista/Marxista–Leninista    | 987       | 0.03  | 0       | 0     |
| Independientes                          | 3366      | 0.10  | 0       | 0     |
| Votos en blanco/nulos                   | 26 644    | –     | –       | –     |
| Total                                   | 3 389 201 | 100   | 175     | 0     |
| Islas Feroe                             |           |       |         |       |
| Partido Popular                         | 6411      | 28.84 | 1       | 0     |
| Partido de la Igualdad                  | 5486      | 24.68 | 1       | +1    |
| Partido Unionista                       | 5345      | 24.05 | 0       | –1    |
| República                               | 3478      | 15.64 | 0       | 0     |
| Partido del Autogobierno                | 1070      | 4.81  | 0       | 0     |
| Partido Progresista                     | 438       | 1.98  | 0       | Nuevo |
| Votos en blanco/nulos                   | 157       | –     | –       | –     |
| Total                                   | 22 385    | 100   | 2       | 0     |
| Groenlandia                             |           |       |         |       |
| Siumut                                  | 6944      | 43.27 | 1       | 0     |
| Atassut                                 | 6627      | 41.30 | 1       | 0     |
| Inuit Ataqatigiit                       | 2001      | 12.47 | 0       | 0     |
| Partido Polar                           | 474       | 2.96  | 0       | Nuevo |
| Votos en blanco/nulos                   | 934       | –     | –       | –     |
| Total                                   | 16 980    | 100   | 2       | 0     |
| Fuente: Nohlen & Stöver                 |           |       |         |       |